# Catherine Repond
Pour les articles homonymes, voir Catillon.

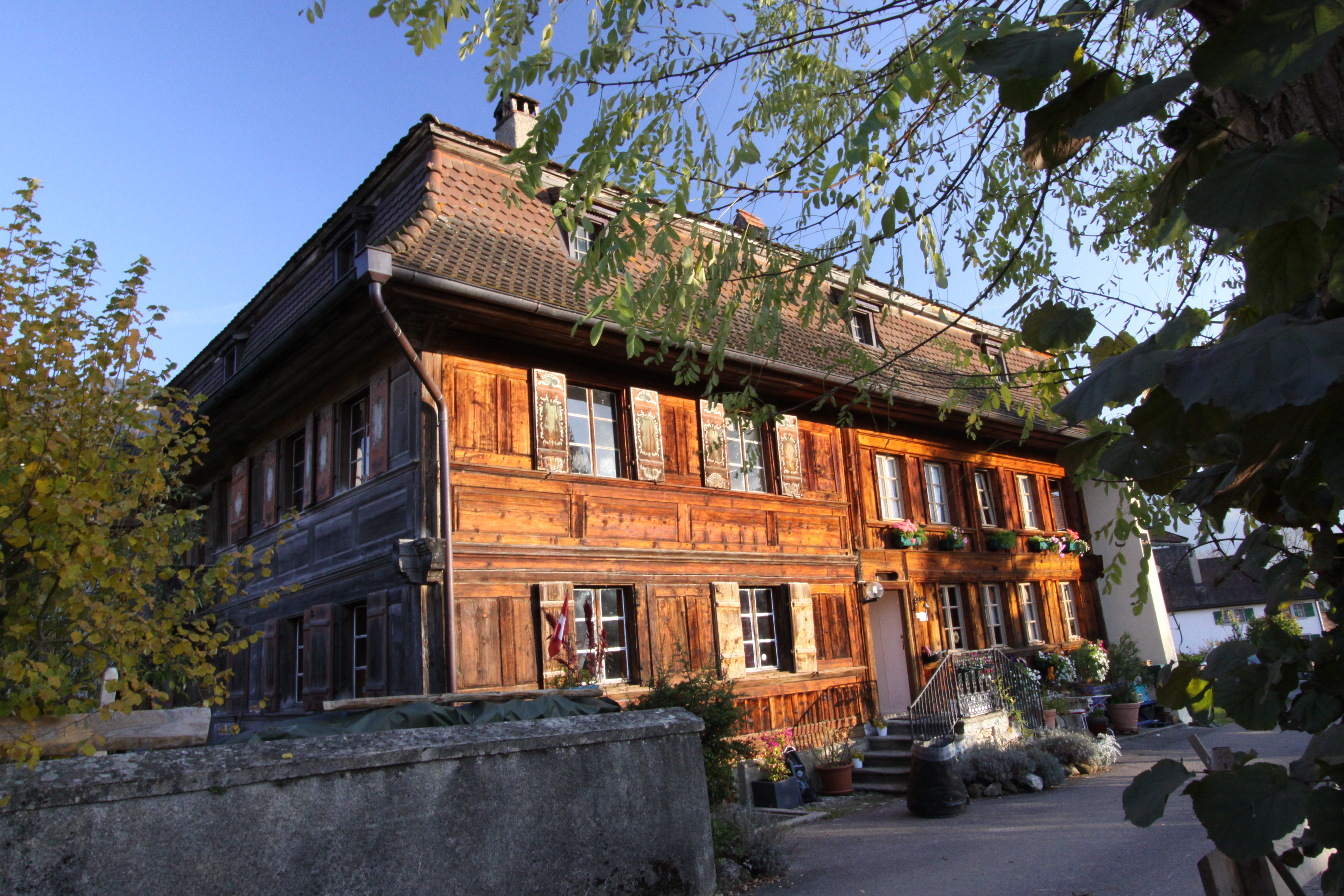
Maison Repond à Villarvolard novembre 2011

Catherine Repond, dite Catillon, née le 18 août 1663 à Villarvolard et morte le 15 septembre 1731 à Fribourg, est la dernière fribourgeoise brûlée pour sorcellerie.

## Histoire du procès

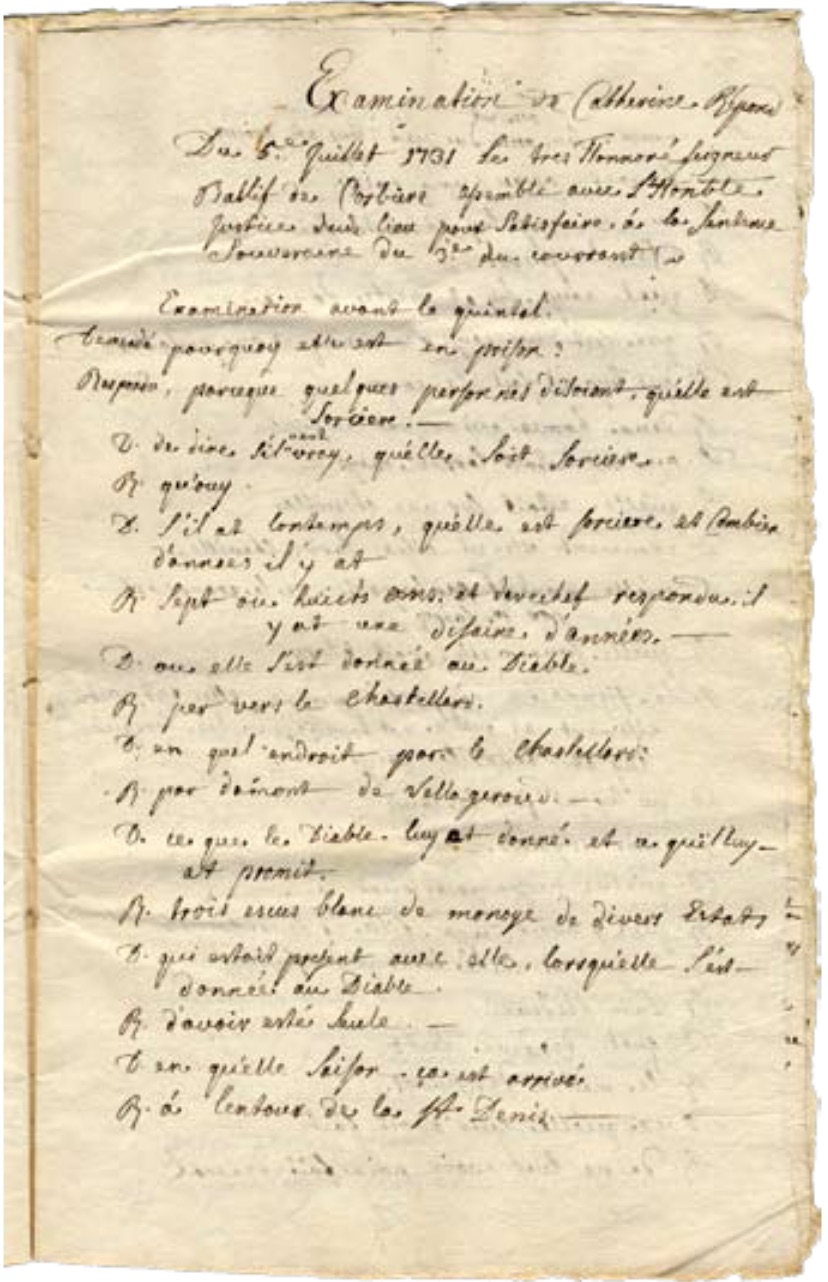
6^{e} interrogatoire de Catillon à Corbières, le 5 juillet 1731 à Corbières.

Catherine Repond est baptisée le 18 août 1663 à Villarvolard. Elle est la fille de Sulpice-Noë et de Catherine. Célibataire et sans enfant, elle vit de la mendicité avec sa sœur cadette Marguerite, née en 1665.

### Premier procès à Corbières (14 avril au 5 juillet 1731)
Elle est arrêtée une première fois le 14 avril 1731 pour être interrogée au château de Corbières, par le bailli Béat Nicolas de Montenach qui représente localement l'autorité fribourgeoise. Il la questionne d'abord sur la blessure qu'elle présente au pied. Elle affirme avoir été blessée et détroussée après avoir passé la nuit chez la famille Purro à Villargiroud, quelques jours avant la Toussaint l'année précédant son arrestation. Le bailli interroge également une dizaine de témoins, tous originaires de Corbières. Selon leurs dires, Catherine mendie dans les alpages, même le dimanche au lieu d'aller à la messe. Elle est aussi accusée par certains de maudire les pâturages pour peu qu'on lui refuse l'aumône.
Durant sa longue détention (presque 3 mois), Catherine subira une série de six interrogatoires devant la cour de justice de Corbières. La torture est appliquée, de manière légale, à partir de la troisième audience afin d'extraire des aveux de l'accusée, qui rejette toutes accusations de sorcellerie jusque là. L'application de la torture permet aux juges de transformer les aveux de l'accusée et ainsi de lui faire avouer son pacte avec le diable, ses multiples participations à la sectes ou des capacités de transformation animales. Le jeu est si bien mené que le bailli lui fait admettre qu'il l'a lui-même blessée au pied au cours d'une partie de chasse, alors qu'elle était transformée en renard ou en lapin. Les causes rationnelles de sa blessure au pied sont transformés en signes diaboliques. Son premier procès se clos le 5 juillet 1731.
Second procès à Fribourg du 13 juillet au 15 septembre 1731
Un second procès a lieu à Fribourg du 13 juillet au 15 septembre. Ce deuxième procès comprend au moins sept interrogatoires et de nouveaux témoignages à charges. Catherine est encore torturée pour obtenir la liste de ses complices présumés. Elle signale notamment sa sœur, Marguerite, et un certain Jacques Bouquet. Ce dernier a été arrêté avant d'être relâché le 3 septembre.
Catherine, quant à elle, est condamnée le 15 septembre 1731, au bûcher, après strangulation. La sentence est exécutée le jour même au quartier du Guintzet.

### Le cas de Marguerite Repond
Quant à Marguerite Repond, il semblerait selon les recherches de Kathrin Utz Tremp, qu'elle ait parvenue à fuir durant plus d'une année avant d'être finalement arrêtée en 1731. Malgré une mise en procès similaire à sa sœur, Marguerite n'avoue rien sous la torture. Elle sera donc bannie du territoire fribourgeois pendant 15 ans. Malheureusement, elle est aperçue en 1741 par des villageois qui la dénonce et mise immédiatement aux arrêts à Fribourg, malgré ses 76 ans. Il est vraisemblable qu'elle soit décédée en prison.

## Réhabilitation et hommages
En 1999, une petite fontaine ornée d'une sculpture de Catillon jeune fille a été inaugurée dans la forêt du Gibloux. Elle se situe sur le versant nord-ouest du Gibloux, quelques dizaines de mètres en dessous de l'antenne des télécoms, aux frontières de trois districts (Glâne, Sarine et Gruyère) et de trois communes (Villorsonnens, Le Glèbe et Sorens). Émile Mesot et deux autres chasseurs découvrirent cette source et lui donnèrent le nom de « fontaine à Catillon ».
En 2009, une motion demandant la réhabilitation de Catherine Repond est refusée par le Grand Conseil du canton de Fribourg car la réhabilitation juridique n'existe alors plus dans le code pénal suisse. Le Conseil d'État suggère donc une réhabilitation de la mémoire des nombreuses victimes de meurtres judiciaires à cette époque.
En 2010 la Place Catherine-Repond est inaugurée au lieu même de son exécution, sur la colline du Guintzet à Fribourg.